# 尼科利斯凯市镇
尼科利斯凯镇级市镇（烏克蘭語：Нікольська селищна громада）是乌克兰顿涅茨克州马里乌波尔区的市镇，行政中心为米基利斯凯（旧名尼科利斯凯）。市镇面积为782.0平方公里，2015年人口数量为17,254人。

## 居民点
该市镇包括两个镇（米基利斯凯、利斯内）和25个村庄。
- 部分村庄：泰姆留克